# United States Coast Guard
La United States Coast Guard (sigla USCG, anche abbreviata U.S. Coast Guard o US Coast Guard) è la guardia costiera degli Stati Uniti d'America, una delle sei forze armate degli Stati Uniti d'America. I compiti di istituto riguardano la polizia marittima, l'assistenza ai naviganti, la ricerca e soccorso in mare (SAR), la difesa nazionale e la lotta all'inquinamento.
La missione ufficialmente assegnata è di proteggere i cittadini, l'ambiente, gli interessi economici e di sicurezza degli Stati Uniti in ogni regione marittima dove questi interessi possano essere a rischio, comprese le acque internazionali, le coste, i porti e le vie d'acqua interne. A differenza delle altre forze armate americane che dipendono dal Dipartimento della difesa (Department of Defense), la Guardia Costiera americana è stata posta alle dipendenze del Dipartimento della Sicurezza Interna (Department of Homeland Security). Il motto del corpo è "Semper paratus" ("Sempre pronti").

## Storia
La Guardia Costiera asserisce di essere il più antico servizio marittimo ininterrotto degli Stati Uniti. Trae infatti le sue origini dal United States Revenue Cutter Service, dipendente del Dipartimento del tesoro e creato il 4 agosto 1790 da Alexander Hamilton con il compito di riscuotere le tasse dai contrabbandieri, combattere la pirateria e, nel caso si presentasse l'occasione, prestare aiuto ai naviganti in difficoltà. La prima stazione del neonato servizio fu posta a Newburyport, Massachusetts.
Per un periodo di otto anni, il Revenue Cutter Service rappresentò le uniche navi da guerra che fornivano protezione delle coste, dei commerci e degli interessi marittimi degli Stati Uniti, fino alla ri-fondazione della United States Navy nel 1798. In virtù di questo primato, la Guardia Costiera è talvolta soprannominata la "Prima Flotta" (First Fleet), nonostante non ci siano prove che gli Stati Uniti abbiano mai utilizzato tale denominazione per la US Coast Guard o per qualsiasi elemento della US Navy.
La moderna US Coast Guard nacque ufficialmente nel 1915 dall'unione del United States Life-Saving Service (Servizio di assistenza in mare) e del Revenue Cutter Service. Nel 1939, anche il Servizio Fari degli Stati Uniti (United States Lighthouse Service) fu assimilato dalla USCG. Nel 1946 il Congresso pose il Bureau of Marine Inspection and Navigation (Ufficio della Navigazione e dell'Ispezione Marina) sotto il controllo della Guardia Costiera che venne poi trasferita dal Dipartimento del Tesoro al neo-formato Dipartimento dei Trasporti nel 1967, rimanendovi fino al 2002, anno in cui fu spostata sotto il controllo del Dipartimento della Sicurezza Interna, come parte della più ampia riforma legislativa disegnata per meglio proteggere gli interessi statunitensi in seguito agli attacchi dell'11 settembre 2001.
In tempi di guerra, la Guardia Costiera (o componenti individuali di essa) può operare alle dipendenze del Dipartimento della Marina. Questa procedura ha ampie basi storiche: la Coast Guard è stata infatti coinvolta nella guerra anglo-americana del 1812, nella guerra messico-statunitense e nella guerra civile americana. L'ultima occasione in cui la USCG è stata interamente posta alle dipendenze della Marina è rappresentata dalla seconda guerra mondiale. Più spesso, unità di combattimento della USCG si trovano ad operare sotto il controllo della US Navy o di controlli operativi congiunti, mentre il resto della forza armata rimane normalmente compresa nel Dipartimento della Sicurezza Interna.

## Missioni
La USCG svolge undici missioni stabilite dalla legge, elencate in base alla percentuale di spese di gestione:
- Sicurezza dei porti, delle vie marittime e della costa.
- Controllo del traffico di stupefacenti
- Aiuto alla navigazione
- Ricerca e salvataggio
- Risorse biologiche marine
- Sicurezza marina
- Difesa
- Controllo dell'immigrazione
- Protezione ambientale marina
- Operazioni fra i ghiacci
- Altri compiti di polizia[5]

## Organizzazione
Il comandante dell'U.S. Coast Guard è l'ammiraglio Linda L. Fagan dal giugno 2022.

### Comando
- Comandante
  - Vice comandante del Corpo
  - comandante dell'area atlantica
  - comandante dell'area del Pacifico
  - vice comandante per le operazioni
  - vice comandante per il supporto alla missione

### Comandi operativi
- Pacific Area
- Atlantic Area
- USCG Far East Activity (Giappone)
- USCG Activity Europe (Olanda)
- Patrol Forces Southwest Asia (Bahrein)

Stazioni aeree
- 24 Coast Guard Air Stations

## Personale

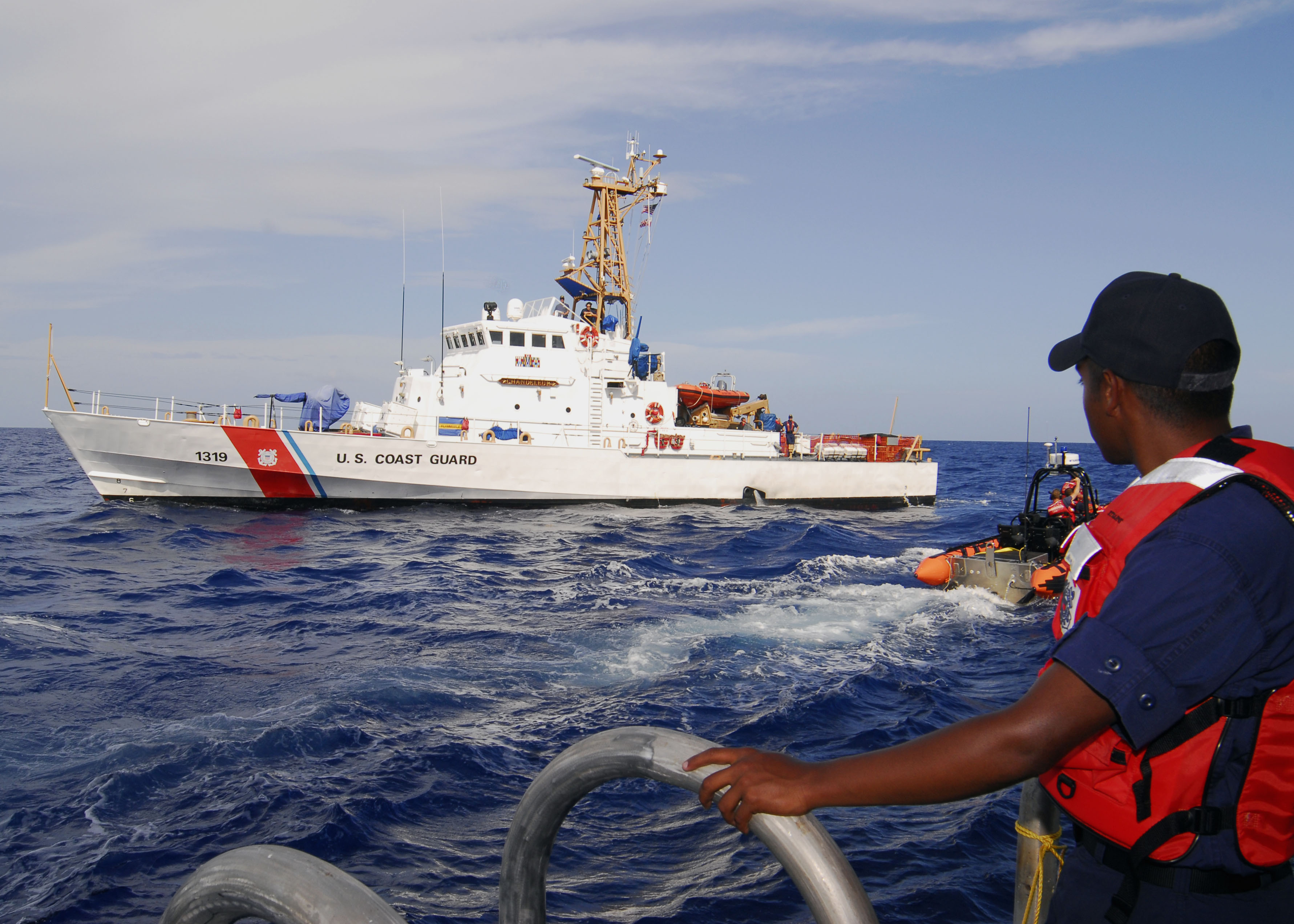
Il cutter Chandeleur della USCG

Il titolo formale per un membro della Coast Guard è "coastguardsman" (guardacoste), senza distinzione di sesso. Nel 2008, fu introdotto il termine "guardian", mentre "coastie" è un termine informale comunemente impiegato per riferirsi ad un membro della Coast Guard. "Team Coast Guard" (Squadra della Guardia Costiera) si riferisce, invece, all'insieme delle quattro componenti della USCG: i regolari, la Riserva, gli Ausiliari e gli impiegati civili della USCG.
L'organico è composto come segue: 42 389 militari in servizio attivo, divisi fra 34 134 marinai di truppa e 8 255 ufficiali, 6 946 riservisti, 30 000 ausiliari e 7 867 impiegati civili, rendendo così la United States Coast Guard la quinta e la più piccola tra le forze armate degli USA.

### Gradi

#### Ufficiali
I gradi degli ufficiali della guardia costiera statunitense si estendono da quello di O-1 (ensign, letteralmente "alfiere" e corrispondente al grado italiano di guardiamarina) al più alto, O-10 (admiral, ammiraglio). Quelli compresi fra O-1 (ensign) e O-4 (lieutenant commander corrispondente a capitano di corvetta) sono considerati junior officers, ufficiali inferiori. Gli O-5 (commander corrispondente a capitano di fregata) e O-6 (captain, corrispondente a capitano di vascello) sono senior officers, ufficiali superiori. Gli ammiragli, da O-7 (rear admiral, corrispondente a contrammiraglio) ad O-10 (admiral, ammiraglio) sono invece chiamati flag officers, ufficiali di bandiera. Il comandante della USCG è l'unico membro dell'intera guardia costiera ad avere il grado di admiral.
La USCG non ha un proprio corpo di ufficiali medici, né di cappellani. Questi ruoli sono ricoperti, invece, da cappellani della United States Navy e da ufficiali del United States Public Health Service Commissioned Corps, che le vengono assegnati. Essi vestono le uniformi della guardia costiera, ma rimpiazzano i distintivi di quest'ultima (come i fregi sui berretti) con quelle del proprio corpo.
| Ufficiali della United States Coast Guard | Ufficiali della United States Coast Guard | Ufficiali della United States Coast Guard | Ufficiali della United States Coast Guard | Ufficiali della United States Coast Guard | Ufficiali della United States Coast Guard | Ufficiali della United States Coast Guard | Ufficiali della United States Coast Guard | Ufficiali della United States Coast Guard | Ufficiali della United States Coast Guard       | Ufficiali della United States Coast Guard |  |
| Categoria | Flag officers ufficiali di bandiera       | Flag officers ufficiali di bandiera       | Flag officers ufficiali di bandiera       | Flag officers ufficiali di bandiera       | Senior officers ufficiali superiori       | Senior officers ufficiali superiori       | Junior officers ufficiali inferiori       | Junior officers ufficiali inferiori       | Junior officers ufficiali inferiori             | Junior officers ufficiali inferiori       |  |
| Codice USA | O-10                                      | O-9                                       | O-8                                       | O-7                                       | O-6                                       | O-5                                       | O-4                                       | O-3                                       | O-2                                             | O-1                                       |  |
| --- | ----------------------------------------- | ----------------------------------------- | ----------------------------------------- | ----------------------------------------- | ----------------------------------------- | ----------------------------------------- | ----------------------------------------- | ----------------------------------------- | ----------------------------------------------- | ----------------------------------------- |  |
| colletto controspallina paramano |                                           |                                           |                                           |                                           |                                           |                                           |                                           |                                           |                                                 |                                           |  |
| nome del grado in lingua inglese: in lingua italiana: | admiral amm.                              | vice admiral amm. ispettore capo          | rear admiral (upper half) amm. ispettore  | rear admiral (lower half)1 contramm.      | captain capitano di vascello              | commander capitano di fregata             | lieutenant commander capitano di corvetta | lieutenant tenente di vascello            | lieutenant (junior grade) sottoten. di vascello | ensign guardiamarina                      |  |
| abbreviazione | ADM                                       | VADM                                      | RADM                                      | RDML                                      | CAPT                                      | CDR                                       | LCDR                                      | LT                                        | LTJG                                            | ENS                                       |  |
| Codice NATO | OF-9                                      | OF-8                                      | OF-7                                      | OF-6                                      | OF-5                                      | OF-4                                      | OF-3                                      | OF-2                                      | OF-1                                            | OF-1                                      |  |
| 1 Il grado di rear admiral (contrammiraglio o "retroammiraglio") è diviso in due (" lower half " ovvero "metà inferiore" e " upper half ", "metà superiore"). Oggi fanno parte della categoria degli ammiragli ma nel XIX secolo, tuttavia, l'attuale retroammiraglio inferiore (LH), ovvero "ammiraglio ad una stella", veniva chiamato "commodoro" e non era un ufficiale di bandiera ma un capitano di vascello con maggiori responsabilità. Il grado di "retroammiraglio" esistette con tale denominazione anche nell'Real Marina del Regno delle Due Sicilie. |                                           |                                           |                                           |                                           |                                           |                                           |                                           |                                           |                                                 |                                           |  |

#### Warrant officers
Il termine "warrant officer" indica, nelle forze armate degli Stati Uniti, ufficiali esperti in campi tecnici molto specialistici, che provengono dai ranghi dei sottufficiali e vengono nominati ufficiali con un "warrant" (un mandato, un ordine), questa categoria di militari può essere paragonata a quella italiana ad esaurimento del Corpo unico degli specialisti della Marina Militare (precedentemente noto come Ruolo degli ufficiali del Corpo equipaggi militari marittimi), o a quelli del Ruolo unico degli specialisti dell'Aeronautica Militare.
Il personale di truppa altamente qualificato, di grado compreso tra petty officer first class (E-6) e command master chief petty officer (E-9), con almeno otto anni di esperienza, può fare annualmente domanda per la promozione a warrant officer (WO). I candidati vincitori, scelti da una commissione, vengono nominati chief warrant officers 2 (CWO-2) in una delle sedici specialità. Nel tempo, i chief warrant officers possono essere promossi a chief warrant officers 3 (CWO-3) e chief warrant officers 4 (CWO-4). I gradi di warrant officer (WO-1) e chief warrant officer (CWO-5) non sono in uso nella USCG. I chief warrant officers possono tentare il programma "chief warrant officer to lieutenant" (letteralmente: "da warrant officer a tenente di vascello). Se selezionati, i CWO vengono promossi al grado di tenente di vascello (O-3E). La "E" indica che il tenente di vascello ha già quattro anni di servizio precedente (come warrant officer o come marinaio), e dà diritto ad un salario più elevato rispetto agli altri parigrado.
| Warrant officers della United States Coast Guard | Warrant officers della United States Coast Guard       | Warrant officers della United States Coast Guard | Warrant officers della United States Coast Guard | Warrant officers della United States Coast Guard | Warrant officers della United States Coast Guard |
| Codice USA                                       | W-5                                                    | W-4                                              | W-3                                              | W-2                                              | W-1                                              |
| ------------------------------------------------ | ------------------------------------------------------ | ------------------------------------------------ | ------------------------------------------------ | ------------------------------------------------ | ------------------------------------------------ |
| colletto controspallina                          | n.d.                                                   |                                                  |                                                  |                                                  |                                                  |
| grado in lingua inglese in lingua italiana:      | Chief warrant officer 5 (non in uso) 5º capomandamento | Chief warrant officer 4 4º capomandamento        | Chief warrant officer 3 3º capomandamento        | Chief warrant officer 2 2º capomandamento        | Warrant officer 1 (non in uso) 1º capomandamento |
| abbreviazione                                    | CWO5                                                   | CWO4                                             | CWO3                                             | CWO2                                             | WO1                                              |
| codice NATO                                      | WO-5                                                   | WO-4                                             | WO-3                                             | WO-2                                             | WO-1                                             |

#### Capi, sottufficiali e marinai
I gradi dei marinai della Guardia Costiera sono compresi fra seaman recruit (E-1) a master chief petty officer of the Coast Guard (MCPOCG) (E-9). L'MCPOCG è il sottufficiale con il grado più alto dell'intera Coast Guard: ce n'è solo uno, e funge da rappresentante della categoria dei marinai, svolgendo il ruolo di consigliere (senior enlisted advisor) del Comandante della Guardia Costiera.
I militari compresi fra E-1 (seaman recruit) e E-3 (seaman) sono chiamati seamen (marinai), mentre da E-4 (petty officer third class) in su sono considerati petty officers (letteralmente: piccoli ufficiali, dal francese petit officiers termine che precedette quello di sous officiers ovvero "sottufficiali"). I petty officers della USCG seguono una carriera molto simile a quella dei loro parigrado della United States Navy.
I petty officers dal grado di chief petty officer (E-7) in su sono chiamati chief petty officers, e, per essere ulteriormente promossi, devono frequentare la Coast Guard Chief Petty Officer Academy (Accademia dei capi sottufficiali della Guardia Costiera) o una equivalente scuola del Dipartimento della Difesa. I temi di base insegnati nella scuola sono: professionalità, arte del comando, comunicazione, pensiero sistemico.
| Petty officers e chief petty officer della United States Coast Guard Nota: Le ancore incrociate sotto l'aquila dei gradi sottostanti, rappresentano, a puro titolo esemplificativo, la sola categoria degli assistenti nostromi ovvero dei "boatswain's mate" | Petty officers e chief petty officer della United States Coast Guard Nota: Le ancore incrociate sotto l'aquila dei gradi sottostanti, rappresentano, a puro titolo esemplificativo, la sola categoria degli assistenti nostromi ovvero dei "boatswain's mate" | Petty officers e chief petty officer della United States Coast Guard Nota: Le ancore incrociate sotto l'aquila dei gradi sottostanti, rappresentano, a puro titolo esemplificativo, la sola categoria degli assistenti nostromi ovvero dei "boatswain's mate" | Petty officers e chief petty officer della United States Coast Guard Nota: Le ancore incrociate sotto l'aquila dei gradi sottostanti, rappresentano, a puro titolo esemplificativo, la sola categoria degli assistenti nostromi ovvero dei "boatswain's mate" | Petty officers e chief petty officer della United States Coast Guard Nota: Le ancore incrociate sotto l'aquila dei gradi sottostanti, rappresentano, a puro titolo esemplificativo, la sola categoria degli assistenti nostromi ovvero dei "boatswain's mate" | Petty officers e chief petty officer della United States Coast Guard Nota: Le ancore incrociate sotto l'aquila dei gradi sottostanti, rappresentano, a puro titolo esemplificativo, la sola categoria degli assistenti nostromi ovvero dei "boatswain's mate" | Petty officers e chief petty officer della United States Coast Guard Nota: Le ancore incrociate sotto l'aquila dei gradi sottostanti, rappresentano, a puro titolo esemplificativo, la sola categoria degli assistenti nostromi ovvero dei "boatswain's mate" | Petty officers e chief petty officer della United States Coast Guard Nota: Le ancore incrociate sotto l'aquila dei gradi sottostanti, rappresentano, a puro titolo esemplificativo, la sola categoria degli assistenti nostromi ovvero dei "boatswain's mate" | Petty officers e chief petty officer della United States Coast Guard Nota: Le ancore incrociate sotto l'aquila dei gradi sottostanti, rappresentano, a puro titolo esemplificativo, la sola categoria degli assistenti nostromi ovvero dei "boatswain's mate" | Petty officers e chief petty officer della United States Coast Guard Nota: Le ancore incrociate sotto l'aquila dei gradi sottostanti, rappresentano, a puro titolo esemplificativo, la sola categoria degli assistenti nostromi ovvero dei "boatswain's mate" |               |
| Ruolo | Chief petty officer | Chief petty officer | Chief petty officer | Chief petty officer | Chief petty officer | Chief petty officer | Petty officer | Petty officer | Petty officer | Petty officer |
| Codice USA | E-101 | E-9 | E-9 | E-9 | E-8 | E-7 | E-6 | E-5 | E-4 |               |
| --- | --- | --- | --- | --- | --- | --- | --- | --- | --- | ------------- |
| colletto distintivo di grado presente solo sulla manica sinistra | | | | | | | | | |               |
| nome originale del grado in lingua inglese: | Master chief petty officer of the Coast Guard | Master chief petty officer of the Coast Guard Reserve Force | Command master chief petty officer | Master chief petty officer | Senior chief petty officer | Chief petty officer | Petty officer first class | Petty officer second class | Petty officer third class |               |
| traduzione in italiano: | capomastro sottufficiale della Guardia Costiera | capomastro sottufficiale della Riserva | capomastro sottufficiale comandante | capomastro sottufficiale | sottufficiale capo anziano | sottufficiale capo | sottufficiale di 1ª classe | sottufficiale di 2ª classe | sottufficiale di 3ª classe |               |
| abbreviazione | MCPOCG | MCPO-CGRF | CMDCM | MCPO | SCPO | CPO | PO1 | PO2 | PO3 |               |
| codice NATO | OR-9 | OR-9 | OR-9 | OR-9 | OR-8 | OR-7 | OR-6 | OR-5 | OR-4 |               |
| 1 Sebbene il singolo MCPOCG in servizio sia ufficialmente un E-9, assolvendo incarichi particolari e percependo indennità speciali, il suo livello di retribuzione è a volte ufficiosamente (e quindi erroneamente) chiamato "E-10".                          | | | | | | | | | |               |

| Marinai della United States Coast Guard | Marinai della United States Coast Guard                                     | Marinai della United States Coast Guard                                                            | Marinai della United States Coast Guard |
| Ruolo                                   | Enlisted                                                                    | Enlisted                                                                                           | Enlisted                                |
| Codice USA                              | E-3                                                                         | E-2                                                                                                | E-1                                     |
| --------------------------------------- | --------------------------------------------------------------------------- | -------------------------------------------------------------------------------------------------- | --------------------------------------- |
| manica sinistra                         |                                                                             | |                                         |
| grado                                   | Seaman (Construction/Fireman/Airman) marinaio (costruzioni/pompiere/aviere) | Seaman apprentice (Construction/Fireman/Airman) marinaio apprendista (costruzioni/pompiere/aviere) | Seaman recruit marinaio recluta         |
| abbreviazione                           | SN                                                                          | SA                                                                                                 | SR                                      |
| Codice NATO                             | OR-3                                                                        | OR-2                                                                                               | OR-1                                    |

### Donne nellaUnited States Coast Guard
Lo SPAR, istituita con la Public Law 773 del 23 novembre 1942, firmata dal presidente Franklin Delano Roosevelt, era la Riserva femminile della Guardia Costiera. Il nome è la contrazione del motto della guardia costiera statunitense (Semper paratus). Come anche gli altri corpi femminili, lo SPAR fu creato per liberare gli uomini dal servizio in patria e poterli inviare in prima linea. Il primo direttore fu il capitano Dorothy C. Stratton, responsabile anche di aver ideato il nome dell'organizzazione. Il nome del guardacoste USCG Spar (WLB-206) è in onore dello SPAR.

### Formazione del personale

#### Ufficiali

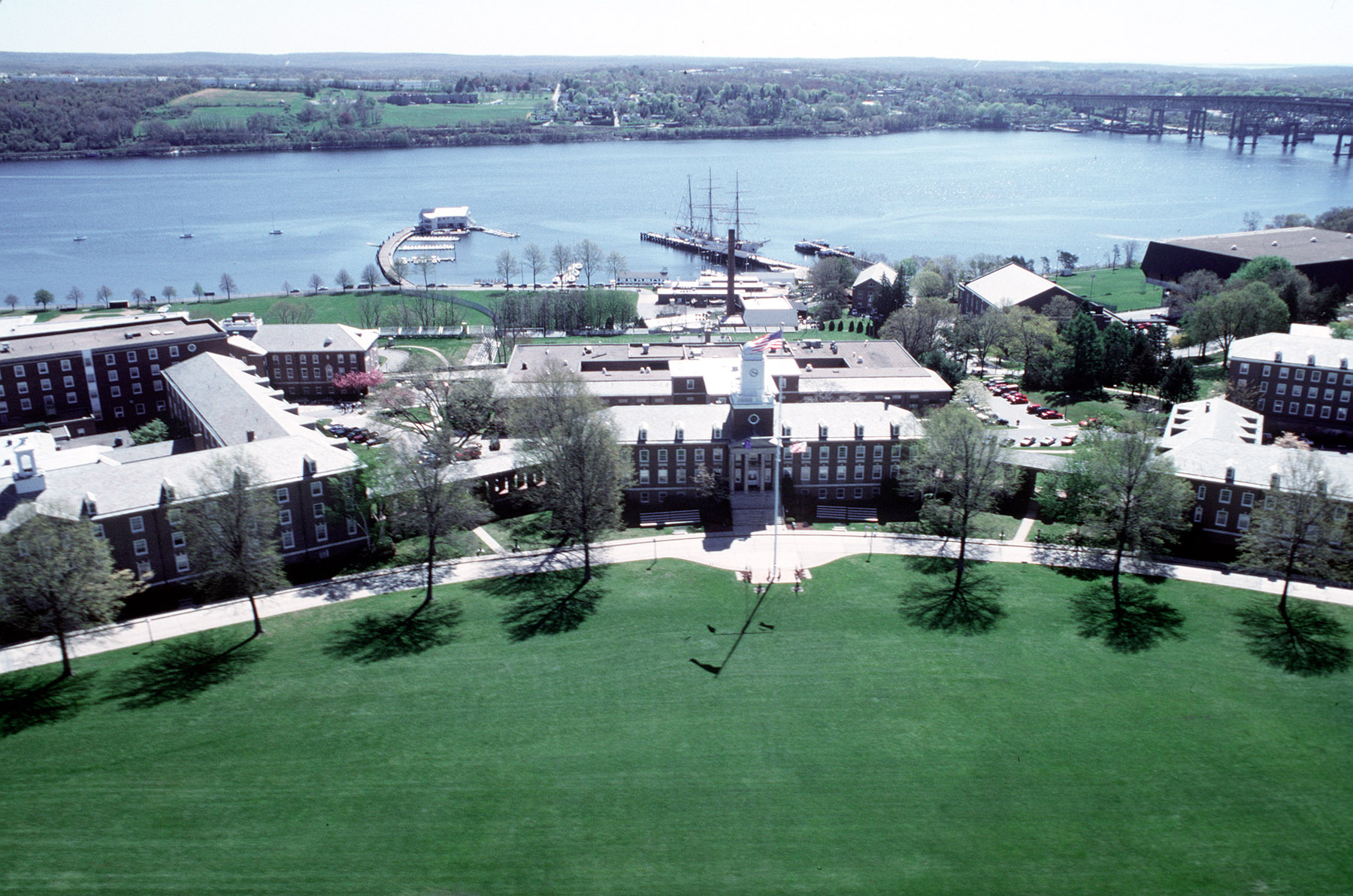
Vista area della United States Coast Guard Academy

La United States Coast Guard Academy (Accademia della Guardia Costiera) è un istituto di istruzione militare situato a New London in Connecticut che per gli ufficiali del ruolo normale prevede un ciclo quadriennale di studi universitari. Circa 225 cadetti vengono nominati ufficiali ogni anno, ricevendo un Bachelor of Science e il grado di Ensign (O-1). I neo-ufficiali sono obbligati a prestare servizio per almeno cinque anni in servizio attivo. La maggior parte di essi vengono assegnati ai cutter (guardacoste), come "ufficiale di guardia in coperta" ovvero Deck Watch Officer (DWO) o "allievo ufficiale di macchine" Engineer Officer in Training (EOIT). Una percentuale minore dei nuovi ufficiali viene inviata all'addestramento di volo presso la Naval Air Station di Pensacola, oppure nelle installazioni costiere (Sectors, Districs, Area Headquarter - Settori, Distretti e Area quartier generale).
Oltre all'Accademia, coloro che già hanno un diploma di college possono frequentare la Officer Candidate School (OCS) (scuola allievi ufficiali), situata nei pressi della già menzionata Coast Guard Academy. L'OCS è un rigoroso corso di diciassette settimane che prepara i candidati a servire efficacemente come ufficiali della USCG, venendo sia introdotti ad uno stile di vita marziale che preparati in un'ampia gamma di conoscenze altamente tecniche, necessarie per svolgere il proprio compito di ufficiali della Guardia Costiera.

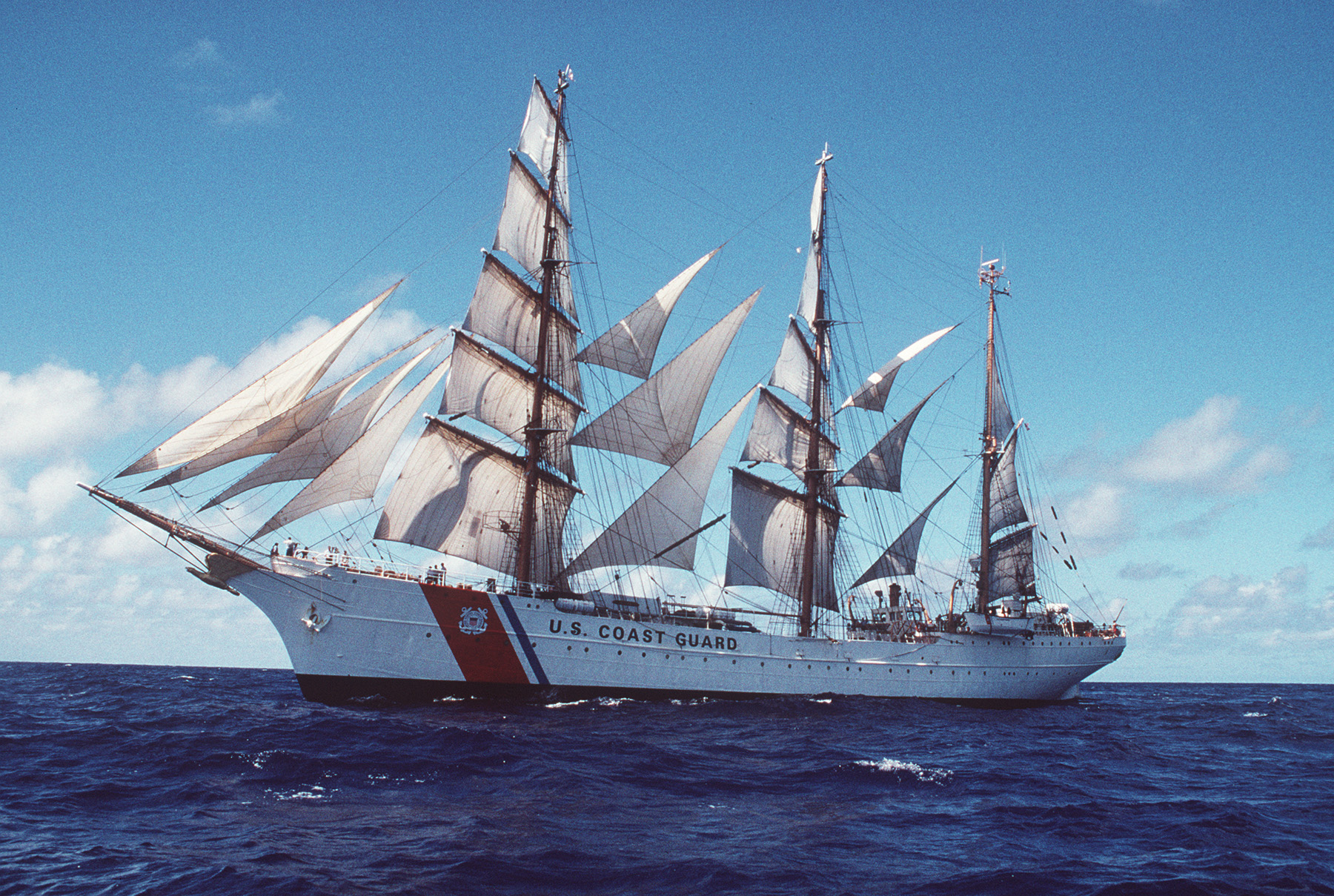
La USCG Eagle, unico veliero militare in servizio attivo negli Stati Uniti. La Eagle funge da nave d'addestramento per i cadetti della United States Coast Guard Academy.

Il neo-ufficiale dell'OCS viene in genere nominato ensign (O-1, e cioè alfiere, corrispondente a guardiamarina), ma coloro in possesso di laurea possono entrare già come lieutenant junior grade (tenente di rango minore, corrispondente a sottotenente di vascello) o lieutenant (tenente, comparabile al grado italiano di tenente di vascello). Questo genere di ufficiale è tenuti a prestare servizio per almeno tre anni, mentre gli ufficiali della riserva sono tenuti a prestare servizio per quattro. In ogni caso possono essere assegnati ad un cutter (guardacoste), all'addestramento di volo o ad un lavoro nello staff.
L'OCS è la strada principale per la quale i marinai di truppa della USCG possono ascendere ai ranghi degli ufficiali.
Avvocati, ingegneri, ufficiali d'intelligence, aviatori militari, studenti diplomatisi da accademie marittime e altri individui possono anche ricevere la nomina diretta ad ufficiale tramite il programma Direct Commission Officer (DCO).
La durata del corso dipende dalla branca specifica del candidato, e dai suoi precedenti: può essere di tre, quattro o cinque settimane. La prima settimana del corso di cinque settimane consiste in una settimana d'indottrinamento. Il programma DCO è volto a preparare ufficiali con un addestramento professionale altamente specializzato, o che hanno precedente esperienza militare.
Gli ufficiali della riserva, inoltre, possono far domanda di essere trasferiti al servizio attivo, in Extended Active Duty (EAD) (servizio attivo esteso).
A differenza delle altre forze armate, la USCG non ha un programma Reserve Officers' Training Corps (ROTC). Nelle altre forze armate, il ROTC è un programma di addestramento militare per gli studenti di college. In cambio del loro servizio militare, ricevono borse di studio e altri benefici.
La provenienza degli ufficiali, in percentuale:
- Accademia della Guardia Costiera (45%)
- Officers Candidate School dalla Riserva (20%)
- OCS precedente all'arruolamento (13%)
- Nomina diretta (12%)
- Programma Chief Warrant Officer to Lieutenant (4%)
- Extended Active Duty (2%)[5]

#### Reclute
L'addestramento reclute, tenuto al Centro di Addestramento della Guardia Costiera di Cape May, New Jersey, dura otto settimane. Le neo-reclute arrivano a Sexton Hall, e vi rimangono per i tre giorni dell'immatricolazione, che include taglio dei capelli, fotografie, vestizione delle uniformi e altre procedure. Durante questo periodo iniziale, le reclute sono guidate da un comandante di compagnia (Company Commander) temporaneo, che insegna come marciare e che prepara i futuri guardacoste ad entrare nella loro compagnia definitiva. In genere, i comandanti temporanei non sottopongono le reclute ad attività fisica.
Alla fine dei tre giorni, i nuovi seaman recruits sono presentati ai loro comandanti di compagnia definitivi, che rimarranno con loro fino alla fine dell'addestramento. I company commanders sono tre: uno funge da capo (Lead) e gli altri due sono di supporto. Durante le otto settimane di addestramento, le reclute imparano il lavoro di squadra e sviluppano abilità fisiche. Parte importante dell'addestramento è la speciale enfasi su come opera la Guardia Costiera e sui suoi "valori fondanti".
Gli attuali obiettivi dell'addestramento reclute (Recruit Training Objectives) sono:
- Auto-disciplina
- Abilità militari
- Tiro
- Abilità professionali e accademiche
- Atteggiamento militare
- Benessere fisico
- Sopravvivenza in acqua e qualificazioni di nuoto
- Valori fondanti: Onore, Rispetto e Devozione al dovere.

#### Scuole di specializzazione
In seguito al completamento dell'addestramento reclute, la maggior parte dei nuovi guardacoste sono assegnati alla loro prima unità mentre attendono di essere inviati al loro addestramento avanzato presso le scuole di classe "A" ("A" Schools), nelle quali il personale viene preparato alla categoria/specialità ("rating") di appartenenza. Le reclute che hanno ottenuto un elevato punteggio ASVAB oppure che erano già stati pre-iscritti ad una scuola di classe "A" al momento del reclutamento, si recheranno direttamente alla loro "A" school subito dopo la fine dell'addestramento di base.

### Personale civile
La Guardia Costiera impiega più di 7 700 civili presso più di 100 basi in tutto il paese, in oltre duecento differenti tipi di lavori, inclusi gli agenti speciali del servizio investigativo della Guardia Costiera, e altre posizioni professionali come avvocati, ingegneri, tecnici, personale di amministrazione e artigiani. Gli impiegati civili lavorano a vari livelli dell'amministrazione dell'USCG, in genere sulla terraferma, per supportare le attività e le missioni della stessa.

## Mezzi aerei
La Guardia Costiera statunitense gestisce 200 velivoli da 24 stazioni aeree negli Stati Uniti. Gli aerei ad ala fissa, come l'HC-130 Hercules, sono costruiti per missioni a lungo raggio e operano da stazioni aeree. Gli elicotteri MH-65D Dolphin e Sikorsky HH-60 Jayhawk operano anche da stazioni aeree, strutture aeree e cutter dotati di ponte di volo.
| Aeromobile                        | Origine     | Tipo                                             | Versione (denominazione locale) | In servizio (2024) | Note | Immagine |
| Aerei da pattugliamento marittimo |             |                                                  |                                 |                    | |          |
| Lockheed HC-130 Hercules          | Stati Uniti | aereo da pattugliamento marittimo a lungo raggio | HC-130H                         | 10                 | |          |
| Lockheed HC-130J Super Hercules   | Stati Uniti | aereo da pattugliamento marittimo a lungo raggio | HC-130J                         | 13                 | 22 HC-130J ordinati. |          |
| Airbus HC-144 Ocean Sentry        | Stati Uniti | aereo da pattugliamento marittimo a medio raggio | HC-144B (CN-235-300M)           | 18                 | 18 HC-144A consegnati a partire dal 2009. Dopo 15 anni dall'immissione in servizio, dal 2020 al 2024, tutti e 18 i velivoli sono stati aggiornati allo standard HC-144B con il programma MMI (Minotaur Mission System) che ha apportato aggiornamenti alla cabina di pilotaggio, ai sistemi di missione ed all'avionica (integrazione di un nuovo radar meteorologico e aggiornamento del FLIR che sarà integrato da una termocamera). |          |
| Alenia HC-27J Spartan             | Italia      | aereo da pattugliamento marittimo a medio raggio | HC-27J                          | 14                 | 14 C-27J ex US Army ricevuti a partire dal 2016 (ridesignati HC-27J) dopo essere stati modificati con sistemi ed avionica per il pattugliamento marittimo. |          |
| Aerei da trasporto                |             |                                                  |                                 |                    | |          |
| Gulfstream V                      | Stati Uniti | aereo da trasporto VIP                           | C-37A (GV)                      | 1                  | |          |
| Gulfstream G550                   | Stati Uniti | aereo da trasporto VIP                           | C-37B (G550)                    | 1                  | Un G550, ridesignato C-37B, in servizio dal 2017, più un ulteriore G550 ordinato ad ottobre 2020 che sarà consegnato entro il 2022. |          |
| Elicotteri                        |             |                                                  |                                 |                    | |          |
| Sikorsky MH-60 Jayhawk            | Stati Uniti | Ricerca e soccorso                               | MH-60T                          | 45                 | 45 MH-60J ricevuti a partire dal 1990, modificati allo standard MH-60T nell'ambito del programma Deepwater tra il 2007 e il 2013. Nel gennaio 2021, la United States Coast Guard (USCG) ha ordinato 25 nuovi scafi per la sua flotta di MH-60T alla Sikorsky per supportare il programma SLEP (Service Life Extension Program) al costo di 207 milioni di dollari. Ulteriori 5 nuovi scafi sono stati ordinati il 6 luglio 2021, portando a 30 il totale a trenta gli scafi per gli MH-60T. Oltre alla sostituzione degli scafi, il programma prevede la sostituzione delle pale del rotore principale e i cablaggi elettrici. |          |
| Eurocopter MH-65 Dolphin          | Francia     | Ricerca e soccorso                               | MH-65E                          | 98                 | 98 MH-65E Dolphin in servizio all'aprile 2019, che saranno sottoposti ad un programma di aggiornamento iniziato nel 2019 e si concluderà nel 2024. |          |